# Nowa Wieś (Jedwabne)
Nowa Wieś – dawna osada, obecnie część miasta Jedwabne w Polsce. 
W latach 1975–1998 osada administracyjnie należała do województwa łomżyńskiego.